# Moushaumi Robinson
Moushaumi Robinson (Hattiesburg, 13 april 1981) is een Amerikaanse sprintster die is gespecialiseerd in de 400 m. Haar grootste prestaties leverde ze op de estafetteloop.
Haar eerste succes behaalde ze in 2003 door op de Pan-Amerikaanse Spelen met haar teamgenoten Me'Lisa Barber, Julian Clay en De'Hashia Trotter op de 4 x 400 m estafette het goud te veroveren in 3.26,40. Dit was het eerste Amerikaanse goud op de Pan-Amerikaanse Spelen sinds 1991.
In 2004 liep ze met 51,54 seconden een zesde tijd bij de Amerikaanse Olympische selectiewedstrijden. Vanwege deze prestatie werd ze geselecteerd als estafetteloopster voor het Amerikaanse team. Op de Olympische Spelen van Athene hielp ze het Amerikaanse team door de voorrondes heen. Ze werd echter niet opgesteld in de finale waarbij de Amerikaanse estafetteploeg olympisch kampioen werd. Op de wereldkampioenschappen atletiek 2005 in Helsinki werd ze met haar team gediskwalificeerd.
In 2006 nam ze met haar teamgenoten DeeDee Trotter, Monique Henderson, Lashinda Demus deel aan de Wereldbekerwedstrijd op de 4 x 400 m estafette. Met een tijd van 3.20,69 behaalden ze een zilveren medaille. Op de wereldkampioenschappen indooratletiek 2008 in het Spaanse Valencia behaalde ze met haar teamgenoten Angel Perkins, Miriam Barnes en Shareese Woods een bronzen medaille. Met een tijd van 3.29,30 finishte ze als slotloopster achter de estafetteploegen uit Rusland (goud; 3.28,17) en Wit-Rusland (zilver; 3.28,90). Individueel behaalde ze op de 400 m een zesde plaats in 53,10.
Haar hobby's zijn zingen, dansen en rolschaatsen.

## Persoonlijke records
Outdoor
| Onderdeel | Prestatie | Datum            | Plaats          |
| --------- | --------- | ---------------- | --------------- |
| 100 m     | 11,79 s   | 16 april 2005    | Chapel Hill     |
| 200 m     | 22,93 s   | 22 juli 2006     | Heusden-Zolder  |
| 300 m     | 37,14 s   | 17 augustus 2003 | Evry-Boundoufle |
| 400 m     | 50,38 s   | 25 juni 2005     | Carson          |

Indoor
| Onderdeel | Prestatie | Datum        | Plaats   |
| --------- | --------- | ------------ | -------- |
| 200 m     | 23,49 s   | 1 maart 2003 | Lincoln  |
| 400 m     | 51,85 s   | 8 maart 2008 | Valencia |

## Palmares

### 400 m
- 2005: 4e Grand Prix Helsinki - 50,95 s

### 4 x 400 m estafette
- 2003:  Pan-Amerikaanse Spelen - 3.26,40
- 2005: DSQ WK
- 2006:  Wereldbeker - 3.20,69
- 2008:  WK indoor - 3.29,30